# Juhász Béla (irodalomtörténész)
Juhász Béla (Gyöngyöshalmaj, 1932. április 25.—1999. július 20.) irodalomtörténész, kritikus, szerkesztő.

## Életpályája
Hatvanban érettségizett 1951-ben. Felsőfokú tanulmányokat a debreceni egyetemen folytatott, 1955-ben magyar szakos középiskolai tanári oklevelet nyert. Debrecenben a TIT-ben kapott munkát, 1958-tól a KLTE egyetemi könyvtárosaként, majd gyakorló gimnáziumi szakvezető-tanáraként tevékenykedett. 1964-től adjunktusi, majd docensi beosztásban dolgozott. Legjelentősebb irodalmi tevékenységét a debreceni Alföld c. folyóirat szerkesztőségében fejtette ki. 1972-1991-ben az Akadémiai Kiadó Kortársaink c. sorozatának társszerkesztője volt, Béládi Miklóssal indította a sorozatot. Kortárs magyar írók életművének népszerű monografikus feldolgozására vállalkoztak, Béládi halála után Ronay László szerkeszti a sorozatot.
Már az 1950-es évek közepétől gyakori vendég volt az Alföld c. folyóirat szerkesztőségében. 1962-1990-ig a szépirodalmi és kritikai folyóirat szerkesztőségében dolgozott, 1978-1988 között ő volt a főszerkesztő. Nyugdíjas korában is rendszeresen bejárt a szerkesztőségbe segíteni, ő volt az Alföld Osvát Ernője, a tapintatos, láthatatlan és hozzáértő szerkesztő.

## Írásaiból
- Még néhány szó... (Weöres Sándor: Psyché.) Hajdú Ráfis Gáborral. Kritika, 1973/5., 20–21.
- Irodalom és valóság, tanulmányok, Szépirodalmi Könyvkiadó, 1977
- Prózai művek elemzése és a verstan tanítása a középiskolában; szerk., bev. Juhász Béla; Magyar Irodalomtörténeti Társaság Hajdú-Bihar Megyei Tagozat–Hajdú-Bihar Megyei Pedagógiai Intézet, Debrecen, 1997 (A Magyar Irodalomtörténeti Társaság Hajdú-Bihar Megyei Tagozata és a Megyei Pedagógiai Intézet füzetei)

## Díjak, elismerések
- Munka Érdemrend ezüst fokozat (1980)
- A Művészeti Alap Irodalmi díja (1985)
- Debrecen Város Csokonai-díja (1986)
- Toldy Ferenc-díj
- A Magyar Köztársasági Érdemrend kiskeresztje (1992)